# 秋之回憶＃5：中斷的影片
《秋之回憶#5：中斷的影片》是日本遊戲廠商KID公司於2005年10月27日發售，執行於PlayStation 2上的戀愛冒險遊戲。该游戏后由北京娱乐通采用自主开发游戏引擎移植至PC上并在两岸三地发售。Kid的最後遺作。
本作為「秋之回憶系列」的第五部遊戲。

## 劇情簡介
男主角河合春人自綾園高中畢業後，和高中時期的電影社的好友們一同創辦了CUM研（千羽谷大學映畫研究社）。
之後的某天，春人多年來的摯友（CUM研的社長）日名雄介在將一卷新完成的DV交給春人之後，忽然墜樓薨逝。春人看了那段DV，裡面有一個站在海邊的長髮飄飄女生，一支眼睛被紗布敷著…對著鏡頭說自己要殺人…
轉眼間到了第二年，CUM研雖然繼續由剩下的社員們支撐著，但春人和社员走不出雄介薨逝的心理陰影，已經失去了繼續拍攝電影的慾望。直到有一天，一個同年的校外女生找到CUM研，聲稱自己拿來了雄介生前遺留下來的劇本，來找CUM研將其拍攝成電影…
春人一眼就認出，眼前的這位短髮女生，就是雄介生前留給他的那盤DV裡面，站在海邊的那個長髮飄飄的女生……她，真的是害死雄介的元兇嗎？

## 登場人物
河合春人（かわい はると、Kawai Haruto）
本作男主角，在摯友雄介過世後失去了繼續追尋夢想的動力。只要一談到戀愛方面的事就會非常害羞。討厭狗。4月7日出生。聲優：森久保祥太郎
日名雄介（ひな ゆうすけ、Hina Yuusuke）
春人從小到大的好朋友、一年前為了保護麻尋和正要對麻尋虐打的麻尋父親發生衝突，最後和麻尋父親雙雙從公寓頂樓墜落身亡。3月9日出生。聲優：櫻井孝宏
日名明日香（日名あすか、ひな あすか、Hina Asuka）
雄介的妹妹，就讀綾園學院三年級，是個超級路痴+機械白痴，在雄介過世的時候曾一度封閉自己的心靈，但在春人和修司的幫助下總算是打開了自己封閉的內心，並認定救了自己的人是春人，自此開始喜歡上了春人。8月31日出生。聲優：野川樱
仙堂麻尋（せんどう まひろ、Sendou Mahiro）
被雄介喻作「將男人引向破滅的命運之女」的少女，曾一度被大家執意誤認為是殺害雄介的元兇。一年前目睹雄介出事的整個經過。目前在酪薩克打工，和稻穗信是熟友。12月19日出生。聲：井上奈奈
觀島香月（みしま かづき、Mishima Kazuki）
是電影同好會的其中一員，負責電影同好會日常的各種事務。因為小時候發生了一些事，讓她對維繫友情感到厭倦，認為無論如何努力，也沒有一段友情是真的能一直維繫下去。雖然香月口口聲聲說自己不在乎與別人的關係，可是心裡其實十分在乎與電影同好會各成員的友情。香月做事十分精明、有條理，而且十分堅強。不過香月十分眼淺，每次看感動的電影都會哭過不停。千羽谷大學藝術系2年級生，和春人、雄介、修司是一起追尋夢想的夥伴，從雄介死後就一直擔心着無法振作起來的春人，超喜歡吃咖喱。11月29日出生。聲優：桑谷夏子
早蕨美海（さわらび みうみ、Sawarabi Miumi）
綾園學院高中3年級生、明日香的朋友，同時也是春人的表妹。非常怕生。6月6日出生。聲優：名塚佳織
雨宮瑞穂（あまみや みずほ、Amamiya Mizuho）
「Burger Wack 連鎖快餐店」明日香所在的那家分店的店長，是位成熟美麗的女性，早年喪夫。6月30日出生。聲優：佐久間玲
小津修司（おづ しゅうじ、Ozu Shuji）
同樣也是就讀於千羽谷大學，和春人、雄介、香月從高中時代開始就一起追尋夢想的伙伴，個性內向而且一緊張就會講話結巴，單戀明日香非常久的時間，可惜沒有勇氣說出來。12月12日出生。聲優：岸尾大輔
木瀨步（木瀬歩、きせ あゆむ、Kise Ayumu）
千羽谷大學文學部１年級生、CUM研究社的新入部員。是個熱血派的少女。（此前在浜咲就讀）4月3日出生。聲優：白石涼子
稻穗信（いなほ しん、Inaho Shin）
總是穿著「七生報國」字樣衣服出現的男人。和春人一同住在日暮莊，非常喜歡吐槽春人。已經從尼泊爾旅遊歸來，目前繼續在酪薩克打工，人脈關係很廣。1月4日出生。聲優：間島淳司

## 工作人員
- 角色設計：松尾幸廣、輿水隆之
- 音樂：阿保剛

## 音樂
- OP：ORANGE
作詞、作曲：志倉千代丸、編曲：磯江俊道／歌：彩音
- 各角色ED：
  - 明日香：
作詞、作曲：志倉千代丸、編曲：上野浩司／歌：野川さくら
  - 麻尋：Dissolve
作詞、作曲、編曲：濱田智之／歌：井ノ上奈々
  - 香月：Believe
作詞、作曲：高井麗、編曲：／歌：桑谷夏子
  - 美海：
作詞：畑亞貴、作曲：槍手剛、編曲：陳翔福／歌：名塚佳織
  - 瑞穂：by your side
作詞、作曲：高井麗、編曲：吉原勝美／歌：佐久間玲
- Final ED：
作詞、作曲：志倉千代丸、編曲：上野浩司／歌：彩音

## 相關作品

### OVA
由5pb.发售，GENEON销售。
- 秋之回憶#5：中斷的影片 THE ANIMATION（Memories Off #5 とぎれたフィルム THE ANIMATION）

主題歌
片頭曲「Film Makers」
作詞、作曲 - 志倉千代丸 / 編曲 - 磯江俊道 / 歌 - 彩音
片尾曲「ロマンシングストーリー」
作詞、作曲 - 志倉千代丸 / 編曲 - 上野浩司 / 歌 - 彩音

### CD
由5pb.发售，GENEON销售。
- -{ ORANGE/ロマンシングストーリー
- Memories Off #5 とぎれたフィルム Audio Collection
- Memories Off #5 とぎれたフィルム Drama Collection
- Memories Off #5 とぎれたフィルム プレミアムコレクション

1. Asuka
2. Haruto
3. Mahiro
4. Kazuki
5. Miumi
6. Mizuko
7. Yusuke

- Memories Off #5 とぎれたフィルム ～Vocal Collection～
- Memories Off #5 とぎれたフィルム ～Memorial Collection Box～}-

### 小說
由MediaWorks发售：
- Memories Off #5―Promise&Wish (林直孝作、ISBN 4840232644)

由Enterbrain发售：
- (日暮茶坊作、ISBN 4757725124)
- (日暮茶坊作、ISBN 4757725574)

## 註解
1. 本作OVA預告片旁白的英文敘述